# Trichinella spiralis
Trichinella spiralis is een rondworm (Nematode) die voorkomt in het spierweefsel van ratten, varkens, beren en ook mensen. Deze rondworm veroorzaakt trichinose. De diagnose wordt meestal gesteld op basis van klinische symptomen en wordt bevestigd door serologie of identificatie van ingekapselde of niet-ingekapselde larven in biopsie of autopsie specimens. Varkens kunnen op besmetting getest worden met ELISA en bij een positieve uitslag behandeld worden met een anthelminthicum. Belangrijke uitbraken zijn voorgekomen in Azië, Afrika en het Nabije Oosten.
Het genoom (DNA-patroon) is volledig in kaart gebracht en in 2011 gepubliceerd. Het genoom is 58,55 Mbp basenparen groot met een schatting van 16.549 genen. Het Trichinella spiralis-genoom is het enige rondwormgenoom met het epigenetische mechanisme van DNA-methylatie,

## Beschrijving
Trichinella spiralis behoort tot de kleinste rondwormen die als parasiet in het menselijk lichaam voorkomen. Ze komen over de hele wereld voor. De vrouwtjes zijn 3-4 mm lang en 36 µm breed en de mannetjes 1,4-1,5 mm lang en 36 µm breed. De Larve in het ei is 0,09 - 0,1 mm lang, de migrerende larve is 0,12-0,16 mm lang en de cyste is 0,4 mm lang en 0,25 mm breed.

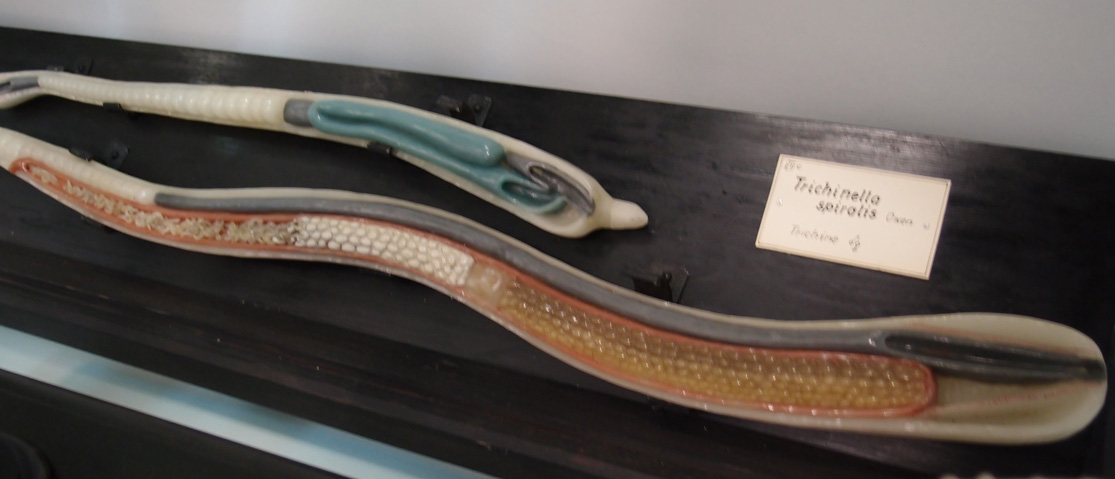
Model van mannelijke en vrouwelijke rondworm
Vrouwelijke rondworm
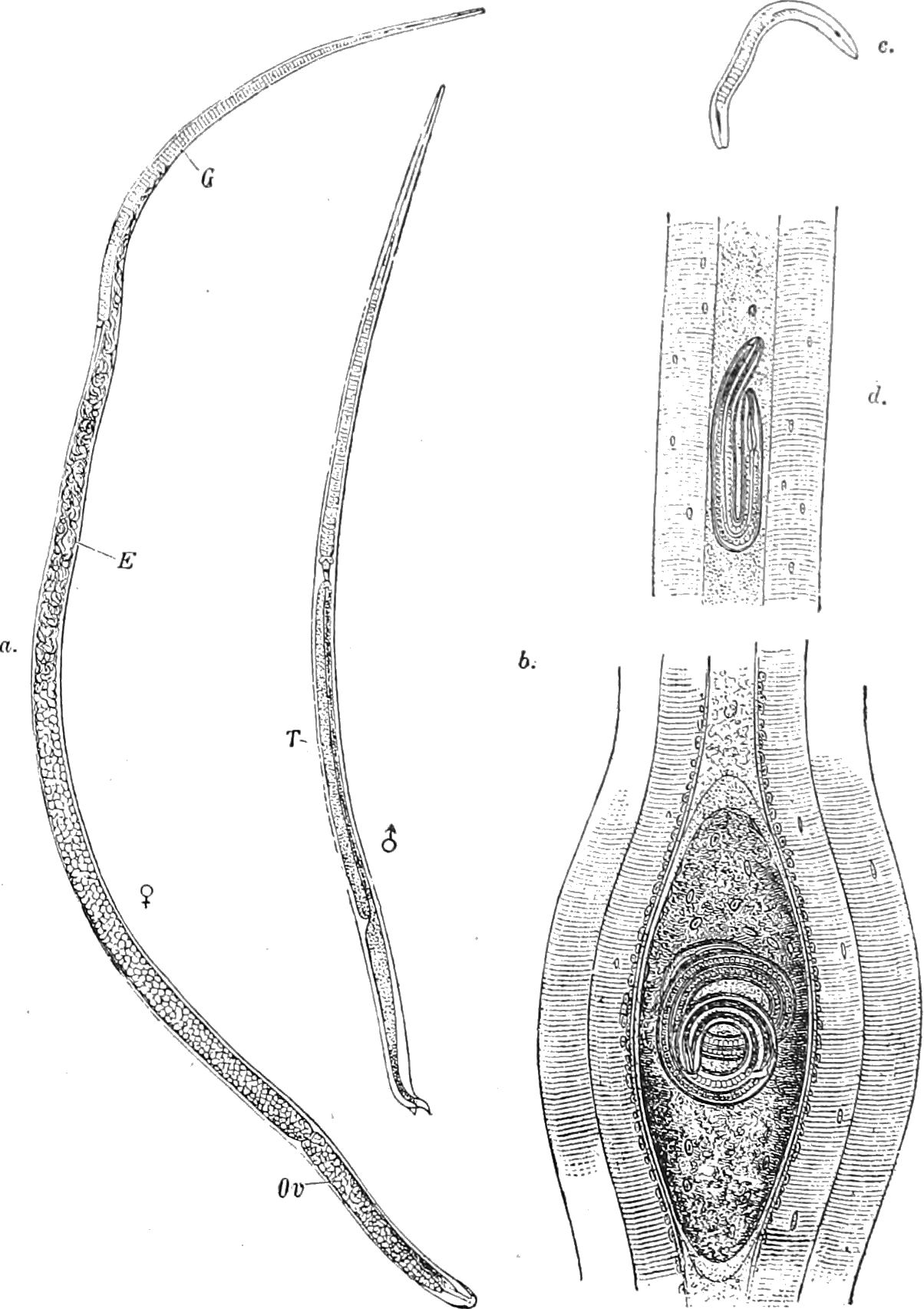
Links: vrouwtje, daarnaast mannetje, c. jonge larve, d. larve in spierlaag, e. cyste
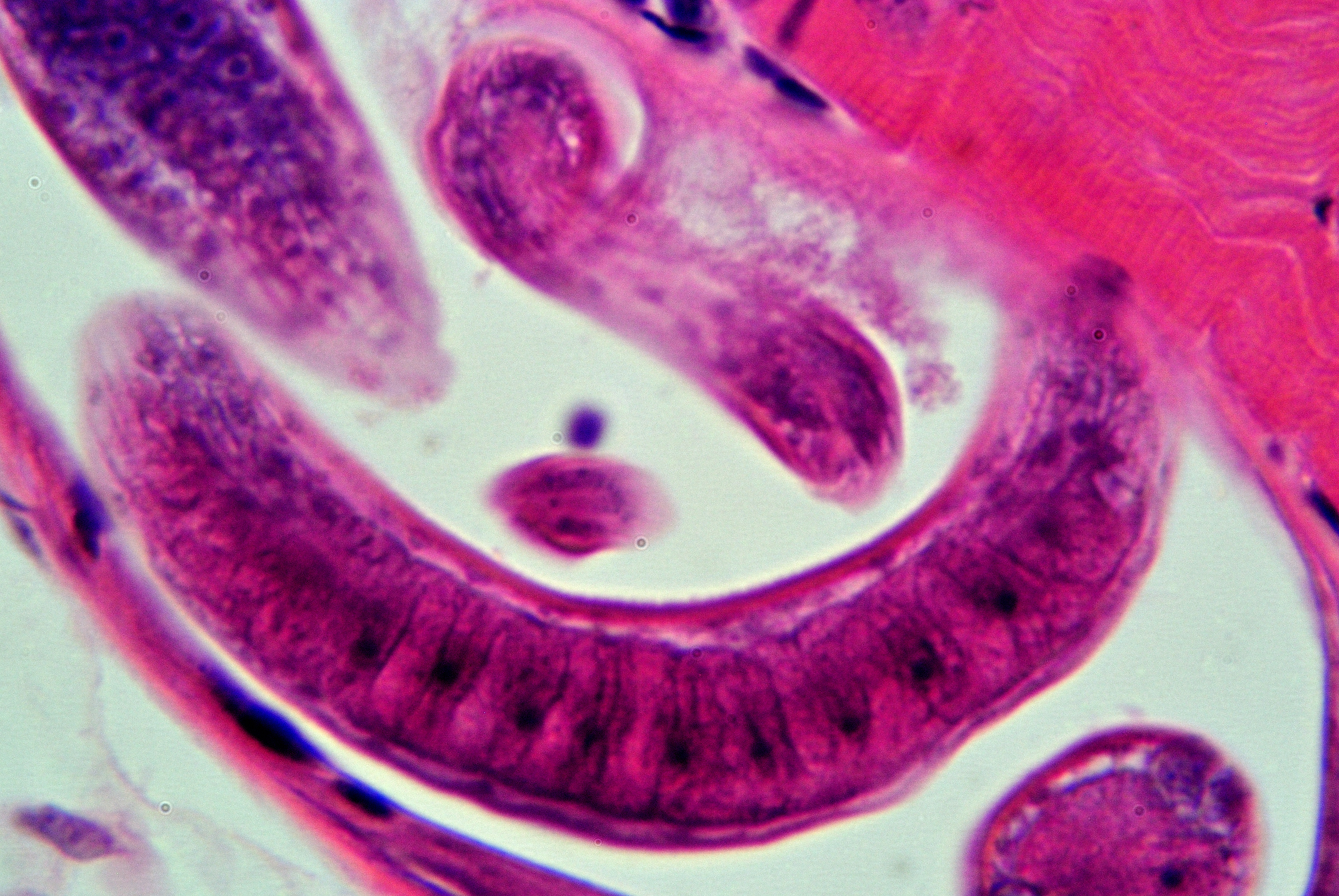
Trichinella spiralis. De grootste larve is ongeveer 22,5 µm  lang en ongeveer 5 µm dik.
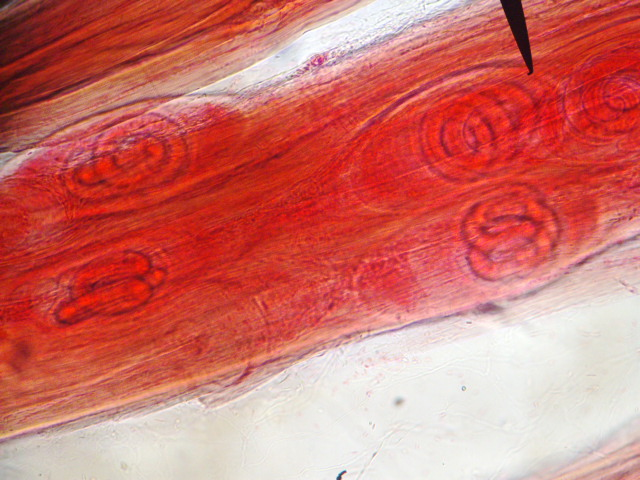
Cysten in spier van middenrif
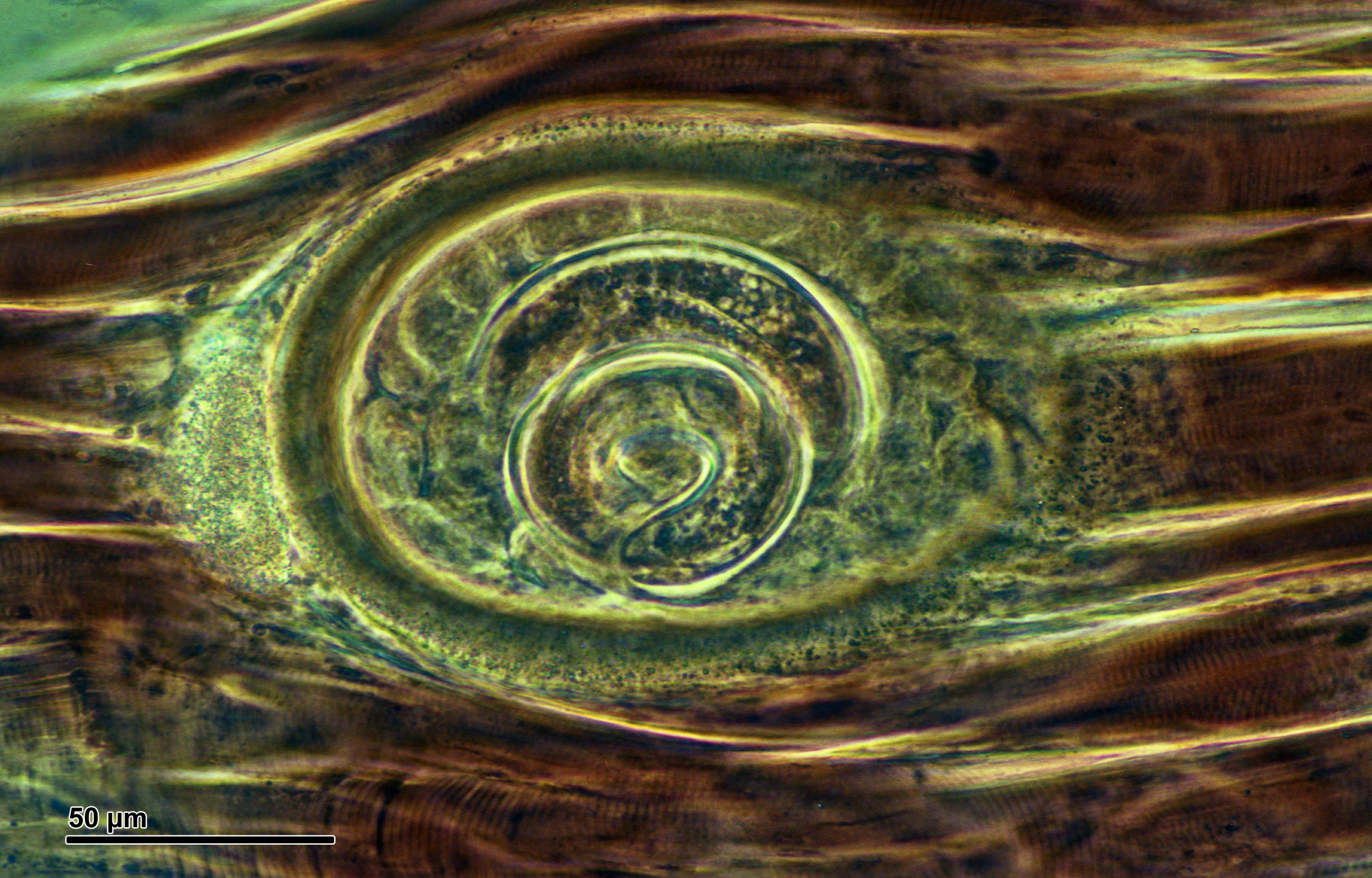
Cysten in spierweefsel
Bloedvatenstelsel om sarcolemmalaag (omhulsellaag) van spiercel vlak voor inkapseling
Verschillende vormen van verkalkte cysten in menselijk spierweefsel

Fig. 1. Trichinella spiralis. a a a cuticula; b b b. spierlaag; c mond; d, anus; e. slokdarm; f f. spijsverteringskanaal; g. trechtervormig gedeelte, met peervormige lichamen aan de basis; h. kanaal verbonden met voortplantingsproces; i. gele afzetting erin; j j. ruimte tussen spierlaag en inwendige delen ervan. Het eindigt hierboven in kleine puntjes. Fig. 8 Dwarsdoorsneden rondworm
Vorming cyste
Fig. 1. Cyste. a a. polair vet; b b. gelaagde wanden; c. korrelig materiaal binnenin; d. L1-larve. Fig. 4 t/m 7 Afstervingsfasen cyste.

## Levenscyclus

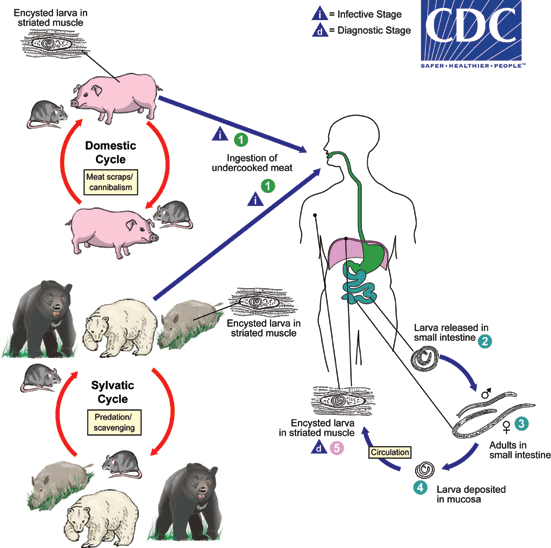
Levenscyclus

Er is geen gastheerwisseling nodig. De gehele levenscyclus kan in het lichaam van een en dezelfde gastheer voltooid worden. Een besmet dier kan als een definitieve gastheer of als een potentiële tussengastheer dienen. De levenscyclus in huisdieren vindt meestal plaats in varkens en knaagdieren, maar deze kan ook in andere huisdieren zoals paarden plaatsvinden. Van de dieren in het wild zijn bronnen van menselijke besmetting beren-, elanden- en everzwijnenvlees. Varkens raken besmet wanneer ze rauw besmet vlees van knaagdieren eten. Wilde dieren raken besmet door het eten van besmette wilde dieren.
De besmetting bij mensen vindt meestal plaats door het eten van onvoldoend verhit vlees met ingekapselde larven (cysten) (1). In de maag komen door het maagzuur en de pepsine de larven vrij uit de cysten (2). Ze dringen het dunne darmslijmvlies binnen waar ze zich via vier vervellingen (L2, L3, L4, volwassen) ontwikkelen tot volwassen rondwormen. 30 tot 34 uur nadat de cysten in het lichaam zijn gekomen, paren de volwassen rondwormen. De eieren ontwikkelen zich binnen het lichaam van de vrouwelijke rondworm. Ze produceren tot wel 1500 nakomelingen in de vorm van 70 µm  lange en 7 µm dikke L1-larven. De levensduur van de volwassen rondwormen in de dunne darm is vier tot zes weken.(3) De rondwormen kunnen zich slechts voor een beperkte periode voortplanten, omdat het immuunsysteem ze uiteindelijk uit de dunne darm zal verdrijven. Na 1 week komen de larven via de anus van de vrouwtjes vrij en maken met hun stylet een gaatje in het darmslijmvlies (4) waar ze doorheen kruipen en via de lymfevaten in de bloedbaan komen. Alleen deze L1-larven hebben een stylet. De larven gaan vervolgens via de haarvaten in de dwarsgestreepte spieren naar de spiervezelcellen en vormen daar voedingscellen. In de omgeving van de voedingscel ontstaat hypoxie (zuurstoftekort), waardoor de cel meer cytokine gaat aanmaken, die vervolgens angiogenese op gang brengt. Er ontstaat een "placenta"-achtige structuur rond de spiercel met een bloedvatennetwerk. In slechts drie weken veroorzaken de larven grote veranderingen in de spiercellen. Ze vergroten onder andere de celkern en veroorzaken kerndelingen.  De vorming van nieuwe bloedvaten rond de spiercel wordt waarschijnlijk geïnduceerd doordat genen van de larven bepaalde genen van de cel van de gastheer activeren. De larve in de cyste is 1 mm lang en 36 µm dik.(5) De cysten kunnen wel dertig jaar in leven blijven. De cysten kunnen echter ook verkalken en dood gaan.
De besmetting van mensen wordt niet overgedragen, omdat ze niet opgegeten worden.

## Symptomen bij besmetting van de mens
De eerste symptomen van besmetting kunnen optreden tussen 12 uur en twee dagen na het nuttigen van besmet vlees. De migratie van volwassen wormen in het dunne darmslijmvlies kan ontsteking van het slijmvlies veroorzaken en de afvalproducten die de rondwormen uitscheiden, kunnen een immunologische reactie oproepen. De ontsteking kan zich uiten in misselijkheid, braken, zweten en diarree. Vijf tot zeven dagen na het optreden van deze symptomen kan oedeem en koorts optreden. Tien dagen na besmetting kunnen intense spierpijn, ademhalingsmoeilijkheden, zwakke pols en lage bloeddruk, hartbeschadiging en verschillende zenuwaandoeningen optreden, die uiteindelijk kunnen leiden tot overlijden als gevolg van hartfalen, ademhalingscomplicaties of nierstoornissen.

### Behandeling
Patiënten kunnen behandeld worden met mebendazol of albendazol en de symptomen kunnen verlicht worden door gebruik van pijnstillers en corticosteroïden.